# Società Italiana Vetro
Società Italiana Vetro S.p.A. era una azienda pubblica italiana del gruppo EFIM. Operava nel settore della produzione di vetro piano greggio e vetro piano trasformato, sia con impiego nell'edilizia che nell'automotive.
Era il secondo produttore europeo di vetri per auto, con una quota di mercato del 22%, dopo Saint Gobain con il 38%.

## Storia
È stata fondata nel 1962 da Enrico Mattei, Finanziaria Ernesto Breda e Libbey. Eugenio Occorso racconta su La Repubblica che Eni aveva scoperto in Abruzzo un giacimento di metano di qualità così scarsa da renderlo inutilizzabile per gli usi domestici. Allora si decise di usarlo per fondere il silice e fare il vetro . Rimase fino al 1985 proprietà di Eni (Samim S.p.A.), poi SIV passa sotto il controllo di EFIM.
Nel 1994 venne privatizzata e ceduta per 210 miliardi di lire a Pilkington Italia SA (Gruppo Pilkington PLC) e Vetrotech Ltd (Gruppo Techint). Nel 1995 passa sotto il totale controllo dell'azienda anglosassone e diventa Pilkington SIV S.p.A..
Nel 2002 si trasforma in Pilkington Italia.
Nel frattempo, nel 2000, la giapponese NSG Group inizia a investire nel capitale della Pilkington, nel 2001 la NSG Group e la Pilkington diventano società affiliate, nel 2004 la NSG Group diventa azionista di maggioranza della Pilkington e nel 2006 ne acquisisce definitivamente la proprietà.

## Attività
SIV partecipava 25 società tra le quali Vetrerie del Mediterraneo, Conterie Veneziane di Murano, Veneziana Vetro (Porto Marghera, ex ENI-Samim) e la jv con Saint Gobain, Flovetro.
Era infatti la capogruppo EFIM per il settore del vetro.
Il primo stabilimento della società è stato quello di San Salvo (CH) che è in funzione ancora oggi.
Nel 1992 aveva realizzato un fatturato di 750 miliardi di lire, con il 1991 chiuso con 5.220 dipendenti e 3.7 miliardi di utili.
Aveva come clienti Opel, Fiat, Renault, Citroën, GM, Rover, BMW, Audi, Innocenti, Maserati con il 70% del fatturato dovuto a esportazioni.